# Bataille de Covadonga
Pour les articles homonymes, voir Covadonga.
Campagnes omeyyades en Europe de l'Ouest
Batailles
- Guadalete (711)
- Narbonne (719)
- Toulouse (721)
- Covadonga (722)
- Bordeaux (732)
- Poitiers (732)
- Avignon (737)
- Narbonne (737)
- Berre (737)
- Tourtour (973)
- Cap Colonne (982)

La bataille de Covadonga est le nom rétrospectivement donné à une longue série d'escarmouches et d'embuscades pendant l'été 722 dans les pics d'Europe, dans les Asturies, au terme desquelles la colonne envoyée par le califat omeyyade, pour soumettre les Asturies et faire cesser les raids de Pélage, est détruite et son chef tué. 
En dépit des faibles effectifs en jeu et de l'absence d'une véritable bataille, son impact stratégique, politique et symbolique seront immenses ; Al-Andalus renonce à soumettre la région tandis que Pélage assoit son prestige et peut fonder le royaume des Asturies ; ses successeurs en feront un mythe fondateur héroïque agrémenté de légendes. C'est de cette victoire asturienne que l'on fait usuellement commencer la Reconquista, qui ne s'achèvera qu'en 1492, soit 770 ans plus tard.

## Contexte

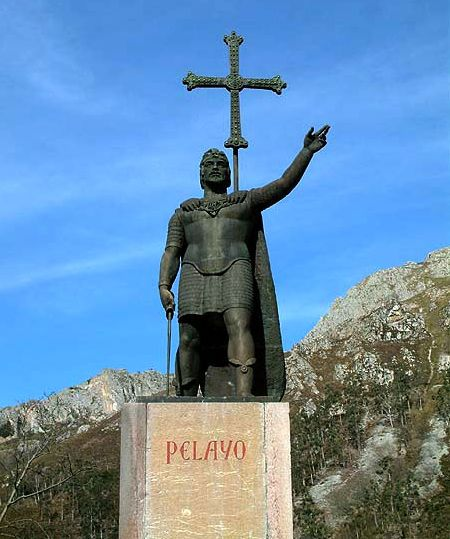
Statue de Pélage à Covadonga.

Après la chute du royaume wisigoth en 711, des résistants aux Omeyyades se réfugient au nord de la péninsule Ibérique, dans la cordillère Cantabrique. Pélage, fils de Favila, duc de Cantabrie, collabore d'abord avec des musulmans établis à Gijón, mais il finit par prendre la tête d'un mouvement de résistance car il refuse de payer des tributs aux Omeyyades. Après avoir renforcé son armée avec les combattants qui continuent d'arriver en Cantabrie, il décide d'aller attaquer quelques petites garnisons omeyyades stationnées dans la région.
Les Omeyyades, dont le siège du pouvoir dans la péninsule se trouve à Cordoue, ne semblent pas préoccupés outre mesure, du moins au début, par cette insurrection montagnarde qui agite cette région reculée et sans grand intérêt stratégique ni économique pour eux ; d'autant plus que leurs ressources sont absorbées par les campagnes au-delà des Pyrénées contre le Royaume franc. 
Mais après leur défaite à Toulouse en 721, le gouverneur d'Al-Andalus, Ambiza, décide de lancer en 722 une expédition punitive contre les Cantabres retranchés dans le bastion naturel de Liébana, y voyant une victoire facile qui remonterait le moral de ses troupes. Il charge Munuza, son subordonné au nord de la péninsule, qui a reçu le titre de gouverneur de Gijòn, de préparer l'expédition. Munuza envoie alors le général ʿAlqama, accompagné d'Oppas, frère de l'ancien roi wisigoth Wittiza et archevêque de Séville, chargé de négocier la reddition des Cantabres et les inciter à la soumission. Après l'échec des négociations, les Omeyyades, mieux organisés et plus nombreux, se mettent à pourchasser Pélage et ses hommes. D'après la Chronique d'Albelda qui est la plus ancienne et donc, la plus fiable, la première rencontre avec l'ennemi se situe près du mont Auseva, dans les pics d'Europe, où les guerriers chrétiens se voient contraints de se cacher dans la « grotte de Ánseba », à cause de la supériorité numérique de l'adversaire. Le texte ne parle ni de bataille, ni de Covadonga : lieu devenu mythique pour les Asturiens, mais qui n'apparaîtra que dans les chroniques ultérieures, largement remaniées par Alfonse III à son avantage. Les Chrétiens parviennent à s'échapper et les Omeyyades se lancent à leur poursuite et franchissent cinq cols, situés entre 1 200 et 1 500 m d'altitude. Au fil des escarmouches, les Chrétiens finissent par attirer les Omeyyades jusqu'au cœur des montagnes des Pics d'Europe, et atteindre Liébana, le fief des rebelles Cantabres, dans une étroite vallée aisément défendable, alors qu'ils ne sont plus que 300 hommes.

## Déroulement
Les guérilleros de Pélage harcèlent l'ennemi lancé à leurs trousses depuis les hauteurs en tirant des flèches et en lançant des rochers à partir des pentes des montagnes, en profitant des grottes qu'ils connaissent bien pour se cacher. Pélage mène en personne ses hommes et descend vers la vallée par le Col d'Aliva, qui est l'accès ouest de Liébana. Les Omeyyades dévalent la montagne jusqu'à la rivière Deva, au fond de la vallée où ils sont pris au piège, incapables de manœuvrer dans ce lieu exigu. Al Qama et nombre de ses hommes meurent au cours de leur fuite désordonnée, écrasés par la chute d'un pan de montagne, probablement provoquée, près de Cosgaya en Cantabrie. Oppa est fait prisonnier par les vainqueurs. 
D'après certains chroniqueurs comme Al-maqquari, seuls dix hommes survivent du groupe initial de Pélage,. Cependant, de nombreux villageois cantabres prennent les armes et attaquent les troupes restantes des Omeyyades venues en renfort, leur infligeant de lourdes pertes et rendant leur retraite longue et délicate au sein de ce labyrinthe de montagnes. Ils couvrent près de 50 km à pied durant deux jours et deux nuits, sans cesse en butte aux embuscades. Munuza finit par trouver la mort près du village de Sainte Eulalie.

## Conséquences
Les Omeyyades, après cette bataille, ne remettent plus vraiment en question l'indépendance des Asturies, minimisant la puissance des forces restantes et l'impact de cette bataille. Néanmoins, ce royaume devient le noyau de départ de la Reconquista, et la bataille elle-même marque son début symbolique. D'après les Chroniques d'Alphonse III, qui décrivent la "bataille" de manière romancée et emphatique, les Chrétiens attribuent la victoire à l'intervention divine de Marie. Cette légende prête à Pélage l'élévation en son honneur d'un sanctuaire dans les grottes, baptisées Cova dominica, qui devient par altération Covadonga. Il choisit ce lieu symbolique proche du Comté de Liebana, près de Cangas de Onis, sur un site plus facile d'accès, où il a décidé d'établir la cour de son Royaume des Asturies désormais libéré de l'occupant.
La portée de cette victoire a été relativisée par divers auteurs, qui soulignaient la permanence du caractère "rebelle" de la Cantabrie à toute domination, qu'elle soit romaine, wisigothique ou musulmane. En effet, Sanchez Albornoz affirme que Pélage s'est davantage appuyé sur la population autochtone Cantabre, (d'origine celtique), habituée à se rebeller contre tout pouvoir, que sur des Goths réfugiés dans les montagnes de Cantabrie après la bataille du Guadalete. À cette époque, la Cantabrie avait une extension beaucoup plus large que la région actuelle (jusqu'à la rivière Sella) et englobait à l'ouest une partie des Asturies. Grâce à ce seul fait d'armes légendaire, Pélage est vu par les historiens comme un mythe et rétrospectivement comme le premier Roi des Asturiens sur ce territoire cantabre. Ce sera son gendre Alfonse I, fils de Pierre de Cantabrie, qui laissera des traces historiques de ses batailles, notamment avec les conquêtes de la Galice en 740 et de León en 754. Alfonse I se marie avec Ermesinde, la fille de Pelage, et il est proclamé roi des Asturies, région qui désormais inclut l'ancien duché de Cantabrie.  

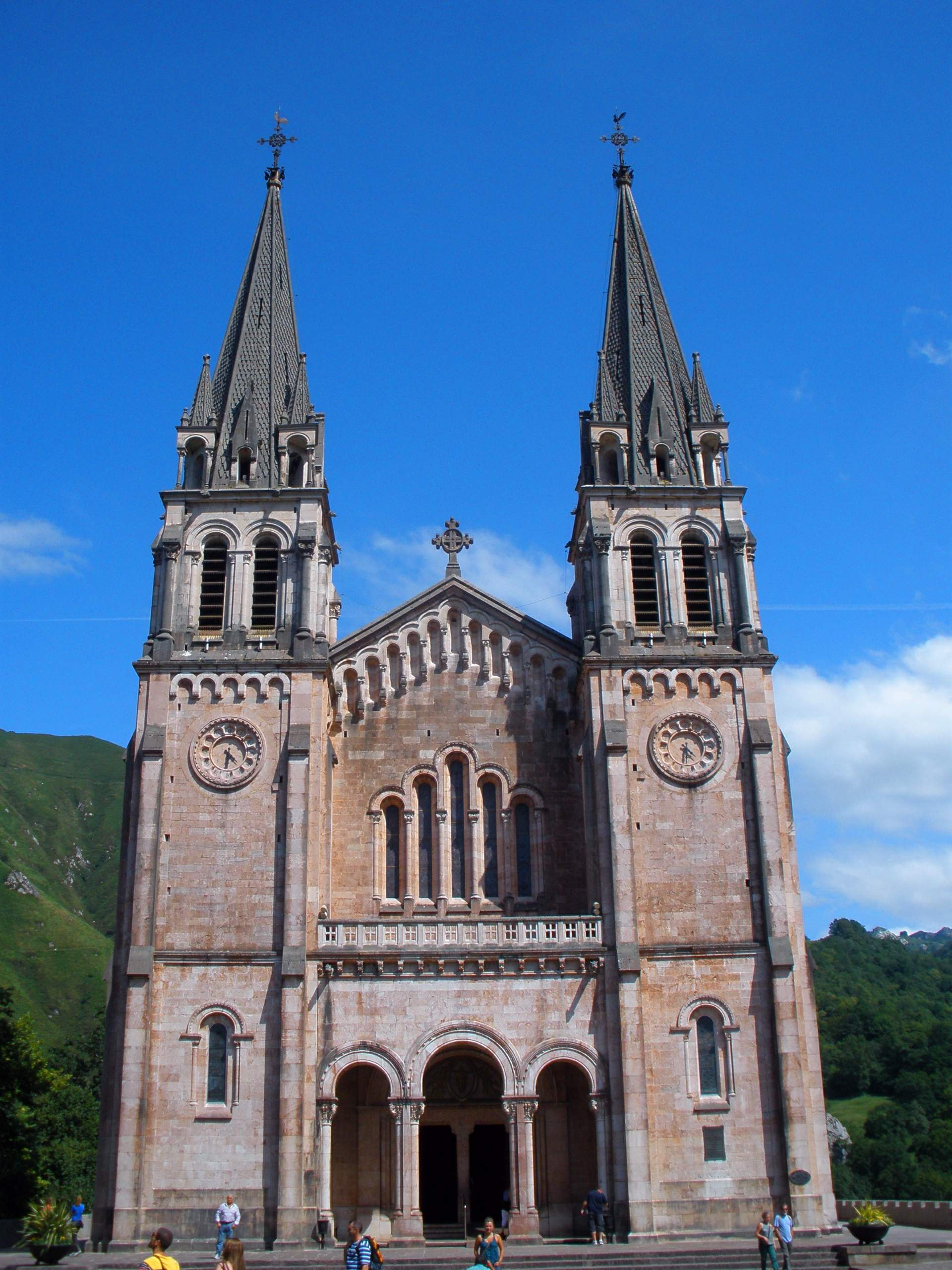
Basilique Santa María la Real du sanctuaire de Covadonga.